# منتخب المجر لكرة اليد للشابات
منتخب المجر لكرة اليد للشابات هو ممثل المجر الرسمي في المنافسات الدولية في كرة اليد للشابات
.